# 7e régiment parachutiste de commandement et de soutien
Le 7e régiment parachutiste de commandement et de soutien (7e RPCS) est l’héritier du 7e BCCP créé le 16 juillet 1949. Il participe à la guerre d'Indochine et sera dissous six fois, sa dernière dissolution ayant lieu à Albi en 1992.

## Création et différentes dénominations
- Créé le 16 juillet 1949, il participe à la guerre d'Indochine ; héritier du 7e BCCP (bataillon colonial de commandos parachutistes) créé en AOF en 1947, il changera plusieurs fois de nom.
- Devenu 7e GCCP (groupement colonial de commandos parachutistes).
- Puis 7e BCP (bataillon de commandos parachutistes).
- Il devient en 1957 le 7e RPC (régiment de parachutistes coloniaux).
- Puis 7e RPIMa (régiment parachutiste d'infanterie de marine) en 1959, avant d'être dissous en 1965.
- En 1983, il est recréé à Albi sous le nom de 7e RPCS (régiment parachutiste de commandement et de soutien), puis dissous en 1991.

### Drapeau
Il porte, cousues en lettres d'or dans ses plis, les inscriptions suivantes.
Indochine 1950-1952-1954

## Galerie

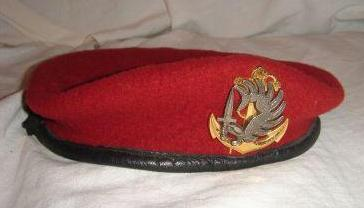
Béret rouge.
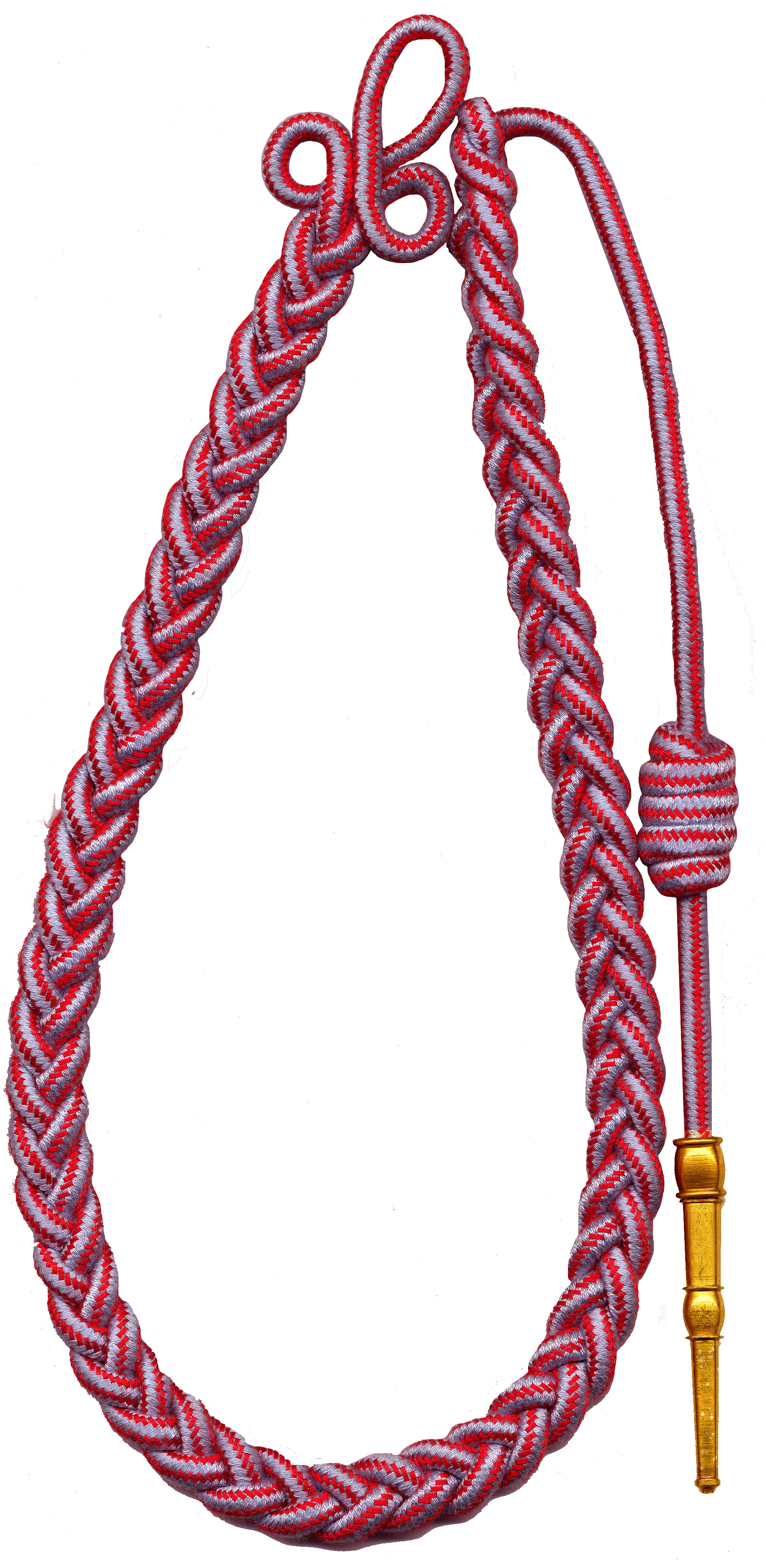
Fourragère aux couleurs du ruban de la Croix de guerre des TOE.
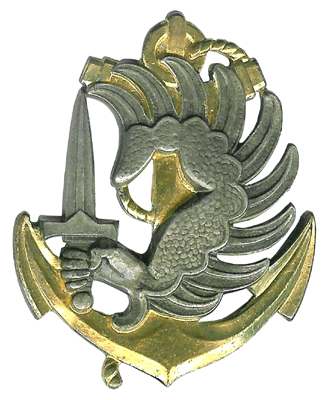
Insigne de béret para des TDM.
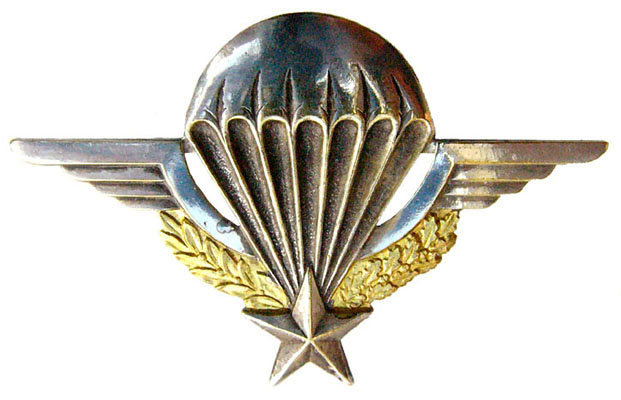
Brevet parachutiste de l'armée française.

## Sources et bibliographies
- Collectif, Histoire des parachutistes français, Société de Production Littéraire, 1975.